# Großer Preis der Türkei 2010
Der Große Preis der Türkei 2010 (offiziell 2010 Formula 1 Turkish Grand Prix) fand am 30. Mai auf dem Istanbul Park Circuit in Istanbul statt und war das siebte Rennen der Formel-1-Weltmeisterschaft 2010.

## Berichte

### Hintergrund
Nach dem Großen Preis von Monaco führten Mark Webber und Sebastian Vettel in der Fahrerwertung mit drei Punkten vor Fernando Alonso. In der Konstrukteurswertung führte Red Bull-Renault mit 20 Punkten vor Ferrari und mit 27 Punkten vor McLaren-Mercedes.
Vettel bestritt seinen 50. Grand Prix.
Die Scuderia Ferrari feierte im insgesamt 827. Grand Prix ihr 800. Rennjubiläum.
Mit Felipe Massa (dreimal) und Jenson Button (einmal) traten zwei ehemalige Sieger zu diesem Grand Prix an.

### Training
Im ersten freien Training erzielte McLaren-Mercedes-Pilot Lewis Hamilton mit fast einer Sekunde Vorsprung die schnellste Runde vor seinem Teamkollegen Button. Dritter wurde Michael Schumacher. Zum ersten Mal in dieser Saison durfte Sakon Yamamoto für HRT-Cosworth als Freitagstestfahrer am Training teilnehmen.
Im zweiten freien Training setzte sich Button vor den Red Bull-Renault von Webber und Vettel an die Spitze des Feldes. Eine kuriose Szene ergab sich nach einem Ausfall von Webber, der kurz vor Ende des Trainings auf der Strecke stehen blieb. Er nutzte die abschüssige Strecke um rückwärts in eine Ausfahrt zu fahren. Anschließend versuchte Webber den Streckenposten mit Handzeichen zu signalisieren, dass sie etwas hinter seine Räder legen sollten, da der Bolide über keine Handbremse verfügte. Nachdem die Streckenposten nicht verstanden, was der Australier wollte und seine Handzeichen mehrfach missverstanden hatten, legten die Streckenposten schließlich, nachdem sich auch Zuschauer, die hinter einem Zaun standen, eingemischt hatten, einen Feuerlöscher hinter das rechte Vorderrad.
Im dritten freien Training löste Vettel die führenden McLaren-Piloten ab und erzielte die schnellste Runde vor Nico Rosberg und Hamilton.

### Qualifying
Das Qualifying bestand aus drei Teilen mit einer Nettolaufzeit von 45 Minuten. Im ersten Qualifying-Segment (Q1) hatten die Fahrer 18 Minuten Zeit, um sich für das Rennen zu qualifizieren. Die besten 17 Fahrer erreichten den nächsten Teil. Im ersten Abschnitt der Qualifikation erzielte Vettel, wie schon dritten freien Training, die schnellste Runde. Die HRT-, Virgin- und Lotus-Piloten sowie Vitantonio Liuzzi schieden aus.
Im zweiten Qualifying-Segment (Q2) behielt Vettel die Spitzenposition. Die Williams- und Toro-Rosso-Piloten sowie Pedro de la Rosa, Alonso und Adrian Sutil schieden aus.
Im finalen Abschnitt des Qualifyings (Q3) sicherte sich Webber seine dritte Pole-Position in Folge und seine fünfte insgesamt vor Hamilton und Vettel. Schumacher flog in seiner letzten Runde ab, blieb im Kiesbett liegen und löste eine Gelbphase aus, die den Piloten, die auf der Strecke hinter ihm lagen, eine Verbesserung unmöglich machte.

### Rennen
Beim Start zum Großen Preis der Türkei behielt Webber die Führungsposition. Beide McLaren-Piloten verloren eine Position. Hamilton verlor den zweiten Platz an Vettel und Button musste die vierte Position an Schumacher abgeben. Allerdings gelang es beiden innerhalb der ersten Runde wieder ihre ursprüngliche Position einzunehmen. Im hinteren Teil des Feldes kam es zu einer Berührung zwischen Nico Hülkenberg und Sébastien Buemi, nach der beide zu Reparaturarbeiten in die Box mussten.
An der Spitze war Webber nicht in der Lage sich von Hamilton zu lösen. Ein Überholmanöver gelang dem Briten allerdings nicht. Vettel lag etwa zwei Sekunden hinter den beiden auf dem dritten Platz. Er kam als erster Pilot des Führungsquartetts in der 14. Runde zum Reifenwechsel an die Box. Eine Runde später absolvierten auch Webber und Hamilton ihren Boxenstopp. Da Webber zuerst losfuhr, musste Hamilton etwas länger in der Box warten und verlor dabei die entscheidenden Sekunden im Kampf um den zweiten Platz, den Vettel übernahm. Nachdem Button, der zwischenzeitlich die Führung übernommen hatte, auch die Reifen gewechselt hatte, führte das Red-Bull-Duo angeführt von Webber das Feld an.
Hamilton versuchte zunächst an Vettel vorbei zu fahren, blieb aber erfolglos. Während die ersten vier Piloten innerhalb von drei Sekunden lagen, wurde der Abstand der Mercedes-Piloten Schumacher und Rosberg immer größer. Hinter den beiden positionierte sich Robert Kubica, der sich per Funk über den langsamen Rosberg beschwerte, aber nicht an ihm vorbeikam.
In der 32. Runde fiel mit Lotus-Pilot Jarno Trulli der erste Teilnehmer aus. Eine Runde später musste auch sein Teamkollege Heikki Kovalainen das Rennen beenden. Die beiden Rennfahrer hatten zunächst eine gute Leistung gezeigt, fielen dann aber beide mit Hydraulikproblemen aus.
Während alle Piloten auf Regen warteten, erhöhte Vettel den Druck auf Webber. Vettel war zu diesem Zeitpunkt des Rennens schneller als Webber und war in der Lage beim Herausbeschleunigen auf die Gerade nach Kurve 10 an Webber dran zu bleiben. Er positionierte sich nach der elften Kurve links neben ihn. Als Vettel schon an Webber vorbei war, kollidierten die beiden Rennwagen und drehten sich von der Strecke. Für Vettel war das Rennen beendet, Webber musste zu einem Reparaturstopp an die Box.
Beide Piloten schoben die Schuld für die Kollision auf den jeweils anderen. Vettel äußerte sich folgendermaßen: „Die Situation war ziemlich eindeutig. Wenn man sich die Fernsehbilder anschaut, so lag ich auf der inneren Seite, hatte also den Vorrang für die folgende Kurve. Ich habe mich nur auf das Anbremsen fokussiert. Dann hat es einen Schlag getan und das Rennen war schon vorbei. Da habe ich völlig überraschend die Kontrolle über das Auto verloren. Das tut weh.“ Webber hingegen sah die Schuld bei seinem Teamkollegen und sagte nach dem Rennen: „Sebastian hatte bei der Höchstgeschwindigkeit einen ordentlichen Vorsprung und er ging nach innen. Wir lagen Seite an Seite und dann sieht es danach aus, als habe er ziemlich schnell nach rechts gelenkt und wir berührten uns. Ich hatte nicht erwartet, dass er dort nach rechts rüber zieht. Es ist so schnell passiert. Ich wollte natürlich nicht, dass es bei dieser Geschwindigkeit dort zu einer Kollision kommt.“ Während der Red-Bull-Teamchef Christian Horner und der Red-Bull-Motorsportbeauftragte Helmut Marko Webber die Schuld an der Kollision gaben, sahen Hamilton und Rosberg sowie ehemalige Rennfahrer wie Martin Brundle, David Coulthard, Christian Danner, Anthony Davidson und JJ Lehto die Schuld bei Vettel.
Im Rennen profitierte McLaren von der Kollision und übernahm die Führung mit Hamilton auf dem ersten und Button auf dem zweiten Platz. Webber kam, da er einen größeren Vorsprung auf das Mercedes-Duo hatte, auf dem dritten Platz zurück auf die Strecke. Obwohl zunächst stärkerer Regen angekündigt war, regnete es nur so leicht, dass kein Pilot auf Intermediates wechseln musste.
An der Spitze entwickelte sich zwischen Button und Hamilton das nächste teaminterne Duell und Button übernahm nach einem Überholmanöver in der Zielkurve kurzzeitig die Führung. Hamilton konterte noch auf der Start-Ziel-Geraden und übernahm die Führung erneut nach der ersten Kurve. Button erhielt anschließend die Anweisung mehr Benzin zu sparen und auf seinen Reifen zu achten. Infolgedessen griff er Hamilton nicht mehr an.
Nachdem HRT-Pilot Bruno Senna seinen Rennwagen zwölf Runden vor Schluss mit Problemen an der Benzinversorgung abstellen musste, gab es noch Veränderungen in den Punkterängen. Zunächst ging Sutil an Kamui Kobayashi vorbei und übernahm zwischenzeitlich den zehnten Platz. Nachdem Alonso mehrere Runden Druck auf Witali Petrow gemacht hatte, attackierte er ihn in der 54. Runde. Dabei berührten sich die beiden und Petrows Reifen wurde beschädigt. Petrow musste noch mal zu einem Reifenwechsel an die Box und fiel dadurch aus den Punkterängen heraus. Anschließend erzielte er mit neuen Reifen in der 57. Runde mit einer Zeit von 1:29,165 Minuten seine erste schnellste Runde in der Formel 1.
Nachdem Chandhok das Rennen mit einem Defekt an der Kraftstoffpumpe an der Box aufgegeben hatte und noch als letzter Pilot gewertet wurde, fuhr Hamilton als erster über die Ziellinie und erzielte den ersten Sieg in dieser Saison vor seinem Teamkollegen Button. Für Hamilton war es der zwölfte Sieg in der Formel-1-Weltmeisterschaft. Den dritten Platz rettete Webber mit 24 Sekunden Rückstand ins Ziel. Auf Platz vier kam Schumacher vor Rosberg, Kubica, Massa und Alonso ins Ziel. Die weiteren Punkte gingen an Sutil und Kobayashi, der den ersten Punkt in dieser Saison für Sauber-Ferrari erzielte.
In der Weltmeisterschaft behielt Webber die Führung vor Hamilton und Button, die beide Positionen gut gemacht hatten. In der Konstrukteurswertung übernahm McLaren-Mercedes die Führung von Red Bull-Renault.

## Meldeliste
| Team                         | Nr. | Fahrer             | Chassis           | Motor                | Reifen |
| ---------------------------- | --- | ------------------ | ----------------- | -------------------- | ------ |
| Vodafone McLaren Mercedes    | 01  | Jenson Button      | McLaren MP4-25    | Mercedes-Benz 2.4 V8 | B      |
| Vodafone McLaren Mercedes    | 02  | Lewis Hamilton     | McLaren MP4-25    | Mercedes-Benz 2.4 V8 | B      |
| Mercedes GP Petronas F1 Team | 03  | Michael Schumacher | Mercedes MGP W01  | Mercedes-Benz 2.4 V8 | B      |
| Mercedes GP Petronas F1 Team | 04  | Nico Rosberg       | Mercedes MGP W01  | Mercedes-Benz 2.4 V8 | B      |
| Red Bull Racing              | 05  | Sebastian Vettel   | Red Bull RB6      | Renault 2.4 V8       | B      |
| Red Bull Racing              | 06  | Mark Webber        | Red Bull RB6      | Renault 2.4 V8       | B      |
| Scuderia Ferrari Marlboro    | 07  | Felipe Massa       | Ferrari F10       | Ferrari 2.4 V8       | B      |
| Scuderia Ferrari Marlboro    | 08  | Fernando Alonso    | Ferrari F10       | Ferrari 2.4 V8       | B      |
| AT&T Williams                | 09  | Rubens Barrichello | Williams FW32     | Cosworth 2.4 V8      | B      |
| AT&T Williams                | 10  | Nico Hülkenberg    | Williams FW32     | Cosworth 2.4 V8      | B      |
| Renault F1 Team              | 11  | Robert Kubica      | Renault R30       | Renault 2.4 V8       | B      |
| Renault F1 Team              | 12  | Witali Petrow      | Renault R30       | Renault 2.4 V8       | B      |
| Force India F1 Team          | 14  | Adrian Sutil       | Force India VJM03 | Mercedes-Benz 2.4 V8 | B      |
| Force India F1 Team          | 15  | Vitantonio Liuzzi  | Force India VJM03 | Mercedes-Benz 2.4 V8 | B      |
| Scuderia Toro Rosso          | 16  | Sébastien Buemi    | Toro Rosso STR5   | Ferrari 2.4 V8       | B      |
| Scuderia Toro Rosso          | 17  | Jaime Alguersuari  | Toro Rosso STR5   | Ferrari 2.4 V8       | B      |
| Lotus Racing                 | 18  | Jarno Trulli       | Lotus T127        | Cosworth 2.4 V8      | B      |
| Lotus Racing                 | 19  | Heikki Kovalainen  | Lotus T127        | Cosworth 2.4 V8      | B      |
| HRT F1 Team                  | 20  | Karun Chandhok     | HRT F110          | Cosworth 2.4 V8      | B      |
| HRT F1 Team                  | 21  | Sakon Yamamoto     | HRT F110          | Cosworth 2.4 V8      | B      |
| HRT F1 Team                  | 21  | Bruno Senna        | HRT F110          | Cosworth 2.4 V8      | B      |
| BMW Sauber F1 Team           | 22  | Pedro de la Rosa   | Sauber C29        | Ferrari 2.4 V8       | B      |
| BMW Sauber F1 Team           | 23  | Kamui Kobayashi    | Sauber C29        | Ferrari 2.4 V8       | B      |
| Virgin Racing                | 24  | Timo Glock         | Virgin VR-01      | Cosworth 2.4 V8      | B      |
| Virgin Racing                | 25  | Lucas di Grassi    | Virgin VR-01      | Cosworth 2.4 V8      | B      |

Anmerkungen
1. 1 2  Yamamoto fuhr den HRT mit der Nummer 21 im ersten freien Training. Senna übernahm das Fahrzeug anschließend für das restliche Rennwochenende.

## Klassifikationen

### Qualifying
| Pos. | Fahrer             | Konstrukteur         | Q1       | Q2       | Q3       | Start |
| ---- | ------------------ | -------------------- | -------- | -------- | -------- | ----- |
| 01   | Mark Webber        | Red Bull-Renault     | 1:27,500 | 1:26,818 | 1:26,295 | 01    |
| 02   | Lewis Hamilton     | McLaren-Mercedes     | 1:27,667 | 1:27,013 | 1:26,433 | 02    |
| 03   | Sebastian Vettel   | Red Bull-Renault     | 1:27,067 | 1:26,729 | 1:26,760 | 03    |
| 04   | Jenson Button      | McLaren-Mercedes     | 1:27,555 | 1:27,277 | 1:26,781 | 04    |
| 05   | Michael Schumacher | Mercedes             | 1:27,756 | 1:27,438 | 1:26,857 | 05    |
| 06   | Nico Rosberg       | Mercedes             | 1:27,649 | 1:27,141 | 1:26,952 | 06    |
| 07   | Robert Kubica      | Renault              | 1:27,766 | 1:27,426 | 1:27,039 | 07    |
| 08   | Felipe Massa       | Ferrari              | 1:27,993 | 1:27,200 | 1:27,082 | 08    |
| 09   | Witali Petrow      | Renault              | 1:27,620 | 1:27,387 | 1:27,430 | 09    |
| 10   | Kamui Kobayashi    | Sauber-Ferrari       | 1:28,158 | 1:27,434 | 1:28,122 | 10    |
| 11   | Adrian Sutil       | Force India-Mercedes | 1:27,951 | 1:27,525 | –        | 11    |
| 12   | Fernando Alonso    | Ferrari              | 1:27,857 | 1:27,612 | –        | 12    |
| 13   | Pedro de la Rosa   | Sauber-Ferrari       | 1:28,147 | 1:27,879 | –        | 13    |
| 14   | Sébastien Buemi    | Toro Rosso-Ferrari   | 1:28,534 | 1:28,273 | –        | 14    |
| 15   | Rubens Barrichello | Williams-Cosworth    | 1:28,336 | 1:28,392 | –        | 15    |
| 16   | Jaime Alguersuari  | Toro Rosso-Ferrari   | 1:28,460 | 1:28,540 | –        | 16    |
| 17   | Nico Hülkenberg    | Williams-Cosworth    | 1:28,227 | 1:28,841 | –        | 17    |
| 18   | Vitantonio Liuzzi  | Force India-Mercedes | 1:28,958 | –        | –        | 18    |
| 19   | Jarno Trulli       | Lotus-Cosworth       | 1:30,237 | –        | –        | 19    |
| 20   | Heikki Kovalainen  | Lotus-Cosworth       | 1:30,519 | –        | –        | 20    |
| 21   | Timo Glock         | Virgin-Cosworth      | 1:30,744 | –        | –        | 21    |
| 22   | Bruno Senna        | HRT-Cosworth         | 1:31,266 | –        | –        | 22    |
| 23   | Lucas di Grassi    | Virgin-Cosworth      | 1:31,989 | –        | –        | 23    |
| 24   | Karun Chandhok     | HRT-Cosworth         | 1:32,060 | –        | –        | 24    |

### Rennen
| Pos. | Fahrer             | Konstrukteur         | Runden | Stopps | Zeit        | Start | Schnellste Runde |
| ---- | ------------------ | -------------------- | ------ | ------ | ----------- | ----- | ---------------- |
| 01   | Lewis Hamilton     | McLaren-Mercedes     | 58     | 1      | 1:28:47,620 | 02    | 1:30,075 (54.)   |
| 02   | Jenson Button      | McLaren-Mercedes     | 58     | 1      | + 2,645     | 04    | 1:29,895 (42.)   |
| 03   | Mark Webber        | Red Bull-Renault     | 58     | 2      | + 24,285    | 01    | 1:29,195 (54.)   |
| 04   | Michael Schumacher | Mercedes             | 58     | 1      | + 31,110    | 05    | 1:29,810 (53.)   |
| 05   | Nico Rosberg       | Mercedes             | 58     | 2      | + 32,266    | 06    | 1:29,977 (52.)   |
| 06   | Robert Kubica      | Renault              | 58     | 1      | + 32,824    | 07    | 1:29,580 (57.)   |
| 07   | Felipe Massa       | Ferrari              | 58     | 1      | + 36,635    | 08    | 1:29,996 (58.)   |
| 08   | Fernando Alonso    | Ferrari              | 58     | 1      | + 46,544    | 12    | 1:30,011 (56.)   |
| 09   | Adrian Sutil       | Force India-Mercedes | 58     | 1      | + 49,029    | 11    | 1:29,959 (55.)   |
| 10   | Kamui Kobayashi    | Sauber-Ferrari       | 58     | 1      | + 1:05,650  | 10    | 1:30,891 (42.)   |
| 11   | Pedro de la Rosa   | Sauber-Ferrari       | 58     | 1      | + 1:05,944  | 13    | 1:30,421 (50.)   |
| 12   | Jaime Alguersuari  | Toro Rosso-Ferrari   | 58     | 2      | + 1:07,800  | 16    | 1:29,535 (50.)   |
| 13   | Vitantonio Liuzzi  | Force India-Mercedes | 57     | 1      | + 1 Runde   | 18    | 1:31,421 (53.)   |
| 14   | Rubens Barrichello | Williams-Cosworth    | 57     | 1      | + 1 Runde   | 15    | 1:30,933 (53.)   |
| 15   | Witali Petrow      | Renault              | 57     | 2      | + 1 Runde   | 09    | 1:29,165 (57.)   |
| 16   | Sébastien Buemi    | Toro Rosso-Ferrari   | 57     | 2      | + 1 Runde   | 14    | 1:29,588 (57.)   |
| 17   | Nico Hülkenberg    | Williams-Cosworth    | 57     | 1      | + 1 Runde   | 17    | 1:30,620 (51.)   |
| 18   | Timo Glock         | Virgin-Cosworth      | 55     | 1      | + 3 Runden  | 21    | 1:32,265 (48.)   |
| 19   | Lucas di Grassi    | Virgin-Cosworth      | 55     | 1      | + 3 Runden  | 23    | 1:33,257 (55.)   |
| 20   | Karun Chandhok     | HRT-Cosworth         | 52     | 1      | DNF         | 24    | 1:34,585 (37.)   |
| –    | Bruno Senna        | HRT-Cosworth         | 46     | 1      | DNF         | 22    | 1:34,247 (35.)   |
| –    | Sebastian Vettel   | Red Bull-Renault     | 39     | 1      | DNF         | 03    | 1:30,181 (37.)   |
| –    | Heikki Kovalainen  | Lotus-Cosworth       | 33     | 0      | DNF         | 20    | 1:34,363 (26.)   |
| –    | Jarno Trulli       | Lotus-Cosworth       | 32     | 0      | DNF         | 19    | 1:34,463 (26.)   |

## WM-Stände nach dem Rennen
Die ersten zehn des Rennens bekamen 25, 18, 15, 12, 10, 8, 6, 4, 2 bzw. 1 Punkt(e).

### Fahrerwertung
| Pos. | Fahrer             | Konstrukteur         | Punkte |
| ---- | ------------------ | -------------------- | ------ |
| 01   | Mark Webber        | Red Bull-Renault     | 93     |
| 02   | Jenson Button      | McLaren-Mercedes     | 88     |
| 03   | Lewis Hamilton     | McLaren-Mercedes     | 84     |
| 04   | Fernando Alonso    | Ferrari              | 79     |
| 05   | Sebastian Vettel   | Red Bull-Renault     | 78     |
| 06   | Robert Kubica      | Renault              | 67     |
| 07   | Felipe Massa       | Ferrari              | 67     |
| 08   | Nico Rosberg       | Mercedes             | 66     |
| 09   | Michael Schumacher | Mercedes             | 34     |
| 10   | Adrian Sutil       | Force India-Mercedes | 22     |
| 11   | Vitantonio Liuzzi  | Force India-Mercedes | 10     |
| 12   | Rubens Barrichello | Williams-Cosworth    | 7      |

| Pos. | Fahrer            | Konstrukteur       | Punkte |
| ---- | ----------------- | ------------------ | ------ |
| 13   | Witali Petrow     | Renault            | 6      |
| 14   | Jaime Alguersuari | Toro Rosso-Ferrari | 3      |
| 15   | Sébastien Buemi   | Toro Rosso-Ferrari | 1      |
| 16   | Kamui Kobayashi   | Sauber-Ferrari     | 1      |
| 17   | Nico Hülkenberg   | Williams-Cosworth  | 1      |
| 18   | Pedro de la Rosa  | Sauber-Ferrari     | 0      |
| 19   | Heikki Kovalainen | Lotus-Cosworth     | 0      |
| 20   | Karun Chandhok    | HRT-Cosworth       | 0      |
| 21   | Lucas di Grassi   | Virgin-Cosworth    | 0      |
| 22   | Jarno Trulli      | Lotus-Cosworth     | 0      |
| 23   | Bruno Senna       | HRT-Cosworth       | 0      |
| 24   | Timo Glock        | Virgin-Cosworth    | 0      |

### Konstrukteurswertung
| Pos. | Konstrukteur         | Punkte |
| ---- | -------------------- | ------ |
| 01   | McLaren-Mercedes     | 172    |
| 02   | Red Bull-Renault     | 171    |
| 03   | Ferrari              | 146    |
| 04   | Mercedes             | 100    |
| 05   | Renault              | 73     |
| 06   | Force India-Mercedes | 32     |

| Pos. | Konstrukteur       | Punkte |
| ---- | ------------------ | ------ |
| 07   | Williams-Cosworth  | 8      |
| 08   | Toro Rosso-Ferrari | 4      |
| 09   | Sauber-Ferrari     | 1      |
| 10   | Lotus-Cosworth     | 0      |
| 11   | HRT-Cosworth       | 0      |
| 12   | Virgin-Cosworth    | 0      |